# Église Santa Maria Assunta de Bominaco
L'église Santa Maria Assunta est une église située en Italie, dans la frazione de Bominaco de la commune de Caporciano (Abruzzes, province de L'Aquila).